# 에이지 오브 엠파이어 3: 아시아 왕조
《에이지 오브 엠파이어 3: 아시아 왕조》(Age of Empires III: The Asian Dynasties)는 앙상블 스튜디오에서 제작하고 마이크로소프트 게임 스튜디오에서 발매한 실시간 전략 시뮬레이션 게임 에이지 오브 엠파이어 3의 대전사에 이은 두 번째 확장팩이다. 아시아 문명을 배경으로 하는 중국, 일본, 인도의 3개 문명이 추가되었다. 캠페인 시나리오는 1장인 일본과 3장인 인도는 각각 도쿠가와의 전국 통일과 세포이 항쟁 등의 역사적 사건을 배경으로 하였지만, 2장인 중국 편은 정화(장 후앙)의 해외원정의 모티브만 차용한 가상의 시나리오다.

## 건물
일본, 인도, 중국의 건물이다.

### 공통
- 마을회관 : 식민지에서 가장 중요한 건물이며 보급품이 도착하는 지점이다. 서양, 원주민과 똑같은 개념이다.
- 시장 : 자원을 거래하며 주민들의 생산속도를 업그레이드한다. 서양, 원주민과 똑같은 개념이다.
- 항구 : 선박, 선박업그레이드에 관한 것에 투자할 수 있는 건물. 서양, 원주민과 똑같은 개념이다.
- 논 : 생산속도는 느리지만 식량이나 금을 무제한으로 생산한다. 최대 10명이 작업할 수 있다. 여러모로 제분소, 농원과 비슷한 건물.
- 성 : 포병을 양성하고 업그레이드하는 거대한 방어건물.
- 수도원 : 용병을 양성하고 수도승 관련 업그레이드를 할 수 있다.
- 영사관 : 수출품을 소비해 유럽국가와 동맹을 맺고 병력과 기술을 구입한다. 동맹을 파기한뒤, 다시 맺을경우 수출품을 100 또 소모한다.

### 중국
- 토루 : 인구를 20 늘려주며 가축을 생산한다. (건설한도 7) 업글의 시기에 따라서 인구수를 220까지 증가시킬 수 있다
- 사관학교 : 보병 양성소와 기병 양성소가 합쳐진 건물로 보병과 기병을 조합하여 양성한다.

### 인도
- 집 : 서양, 아즈텍의 "집"과 똑같은 개념. 인구 수를 늘려준다.
- 보병 양성소 : 보병을 양성하는 건물. 일본도 똑같은 것이 있다.
- 캐러밴서라이 : 코끼리기병, 낙타기병을 양성하는 건물.
- 성소 : 가축을 성소안에 들여 놓으면 일정시간마다 경험치가 생성된다(10마리까지).

### 일본
- 사원 : 인구 수를 늘려주고 가축을 이용하여 자원 또는 경험치를 채집, 축적한다.(최대 4마리까지)
- 보병 양성소 : 보병을 양성하는 건물. 인도의 보병 양성소와 중복된다.
- 기병 양성소 : 서양의 "기병 양성소"와 똑같은 개념.

#### 불가사의
아시아국가는 시대발전을 할 때 불가사의를 짓는다. 5개 중 4개만 건설할 수 있으며 보급되는 유닛 혹은 자원은 시대마다 다르고, 특수 능력은 국가마다 다르다.

## 유닛
일본, 인도, 중국의 유닛이다.

### 보병

#### 일본
- 유미궁사 : 일본장궁으로 무장한 보병으로 보병에 강하다.
- 아시가루 소총병 : 일본 중보병으로 근접전에서 기병에 강하다.
- 사무라이 : 근접전에서 범위공격이 가능한 보병으로 기병에 강하며 건물 파괴력이 뛰어나다.

#### 중국
- 수노궁병 : 매우 빠르게 발사되는 중국 전통 석궁으로 무장하였으며 보병에 강하다.
- 치앙창병 : 미늘창으로 무장한 보병으로 기병에 강하며 건물 파괴력이 뛰어나다.
- 화승총병 : 화승총으로 무장한 보병으로 보병에 강하다.
- 창다오 장검병 : 아주 큰 검으로 무장한 보병으로 기병에 강하다.

#### 인도
- 세포이 : 인도의 중보병으로 원거리기병에게 약하고 근거리기병에게 강하다. 유럽의 머스킷총병과 비슷하다.
- 라지푸트 : 검으로 무장한 빠른 보병으로 기병에 강하며 건물 파괴력이 뛰어나다.
- 구르카 : 인도의 척후병.
- 연검병 : 오직 카드로만 생산가능한 인도보병, 채찍같은 연검으로 공격하며 중보병에 강하다.

#### 용병
- 철갑 궁병 : 중국의 용병 궁사. 경기병에 강하다.
- 방화범 : 인도의 방화범 용병. 건물 파괴 능력과 보병 처리가 뛰어나다.

### 기병

#### 일본
- 나기나타 기병 : 나기나타검으로 무장한 기병으로 궁사, 척후병, 포병에게 강하다.
- 야부사메 기병 : 말과 활에 통달한 일본무사로 기병과 포병에게 강하다.
- 다이묘 : 불가사의 막부를 건설하거나, 홈시티에서의 수송으로 생산이 가능한 유닛 주위유닛에게 버프효과를 주는것 외에도 겔리온계열의 선박과 요새처럼 유닛을 생산하는게 가능하다 최대 4명까지 생산할 수 있으며 보병과 기병만 다이묘로 생산이 가능하지만 예외적으로 홈시티에서 산업시대에 수송이 가능한 도쿠가와의 경우 영사관에서 쇄국정책을 했을때의 유닛과 포병을 생산가능하다

#### 중국
- 케식 기병 : 몽골 원거리기병으로 기병에게 강하다.
- 유목민 기병 : 건물과 주민을 습격하는 발 빠른 기병이다.
- 철퇴 기병 : 중국의 중기병으로 궁사, 척후병, 포병에게 강하다.
- 유성추기병 : 중국의 기병으로 궁사, 척후병, 포병에게 강하다.

#### 용병
- 요짐보 호위병 : 활을 쏘는 일본의 기마 궁사.
- 자트 창기병 : 인도의 창기병으로 보병에 강하다.

### 낙타
인도의 코끼리를 제외한 기병은 낙타를 타고 다닌다.
- 소와르 : 창으로 공격하는 낙타기병이다.
- 잠부라크 : 낙타 총기병이다.

### 코끼리
인도의 낙타기병을 제외한 기병과 포병은 코끼리를 타고 다닌다.
- 코끼리 가마총병 : 기병과 포병에 강함
- 코끼리 창병 : 궁사와 척후병에 특히 강함
- 공성 코끼리 : 포병에 강하며 건물파괴력이 뛰어남
- 돌격 코끼리 : 건물파괴력이 뛰어남

### 포병

#### 일본
- 불화살포 : 폭약화살을 쏘는 일본 포병으로 건물보다는 포병과 보병에 강함.
- 절구포 : 일본식 구포, 건물과 선박을 공격.

#### 중국
- 화염방사포 : 사정거리가 짧으며 보병에게 강하다.
- 소포병 : 경포병, 중국식 아부스 포병. 사정거리가 길고 수가 많으면 포병에 강하다.
- 촉천화 : 로켓을 발사하는 중포, 보병에 강하며 건물파괴력이 강함. 홈시티에서 수송하거나 공묘(불가사의)에서 생산가능.

## 수도승
아시아국가는 탐험가 대신 수도승을 보유하고 있다.

### 중국
중국의 수도승은 마비/강타/를 사용할 수 있으며 수행승을 생산할 수 있고 식민지시대부터 사용가능한 패시브기술 '설법'의 경우 유닛을 죽이면 수행승이 생성된다.
- 수행승 : 중국 수도승을 따르며 궁사, 척후병 및 포병에게 강하다. 또한 강타 및 설법을 사용할 수 있다.

### 일본
일본의 수도승은 시작시 2명을 주며 마비/신성한 힘을 사용할 수 있다. 또한 수도원에서 연구를 하면 건물에 1500의 데미지를 줄 수 있는 스킬을 쓸 수 있다

### 인도
인도의 수도승은 시작시 2명을 주며 마비/천지진동을 사용할 수 있다.

## 평가
| 평가 |        |
| --- | ------ |
| 통합 점수 통합사 점수 게임랭킹스 79% [ 1 ] 메타크리틱 81% [ 2 ] 평론 점수 평론사 점수 게임스팟 7.5/10 [ 3 ] 게임스파이 [ 4 ] IGN 8.0/10 [ 5 ] |        |
| 통합 점수 |        |
| 통합사 | 점수   |
| 게임랭킹스 | 79%    |
| 메타크리틱 | 81%    |
| 평론 점수 |        |
| 평론사 | 점수   |
| 게임스팟 | 7.5/10 |
| 게임스파이 | [ 4 ]  |
| IGN | 8.0/10 |